# モンスタートラック

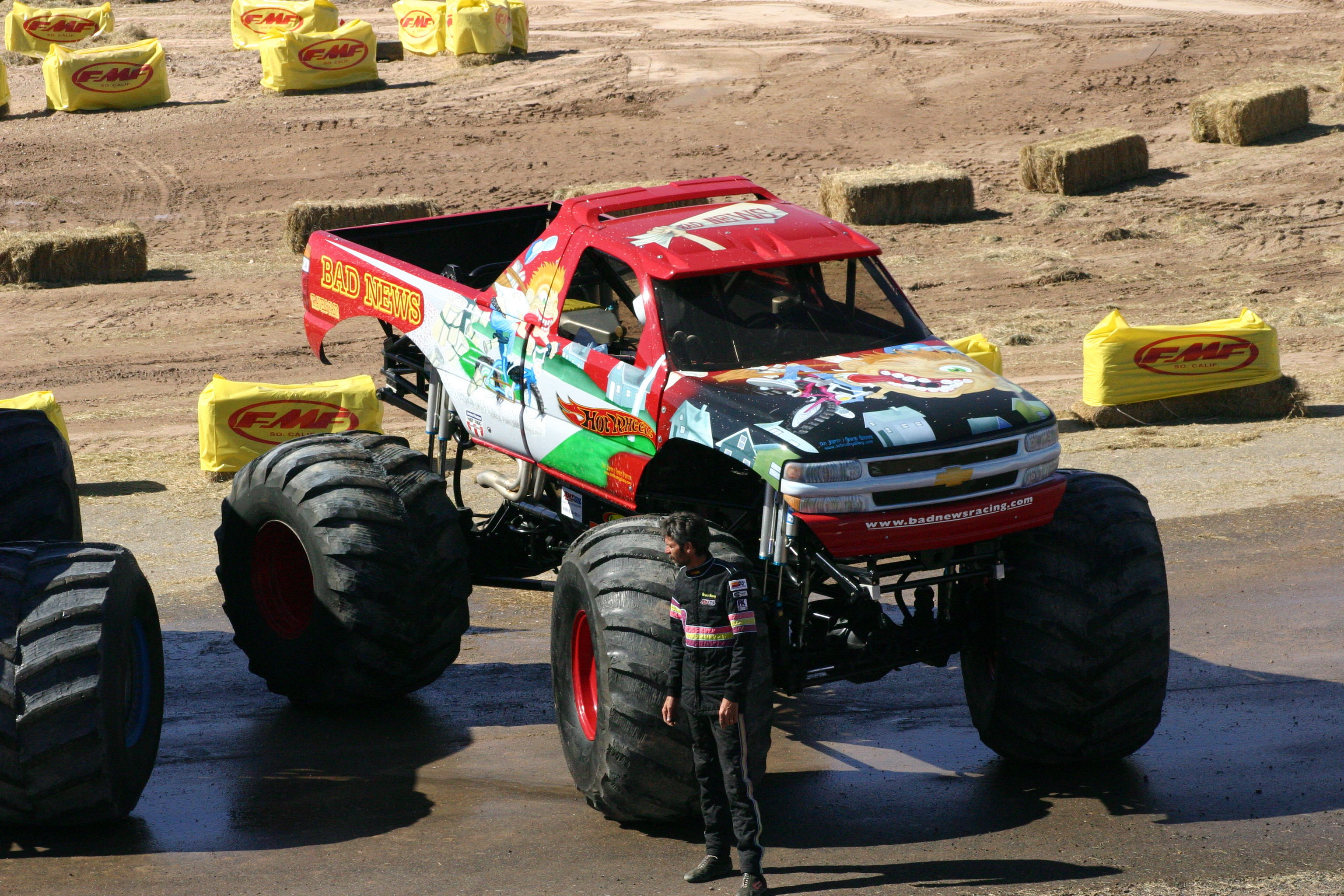
モンスタートラック

モンスタートラック (Monster Truck) とは、クラッシュカーレースに使用される砂地などを進むことのできる自動車。あるいはその車両を使用した自動車競技の名称。一般にはバギーと称されている。

## 概要
乗用車やピックアップトラックを模したボディをハイリフト化（嵩上げ）し、直径66インチ（約1.7メートル）もの大人の背丈並に大きいタイヤを装着しているのが外見上の特徴である。エンジンは船舶用で排気量9,000cc前後のものをスーパーチャージャーにより過給し1500馬力から2000馬力を発揮する物が使われる。フレームは鋼管パイプフレームで、樹脂製の薄いボディがかぶさっているだけである。ボディのデザインは市販車をベースにしたものの他、犬などをかたどったファニーなものもある。サスペンションは4リンクリジッドが多く使われている。トランスミッションはハイ・ローの2速のみ。ステアリングシステムは前輪のみ・逆位相4WS／同位相4WSを瞬時に切り替えることができ、大パワーとあいまって5メートル超の巨大な車体を連続的にドーナツターンさせることもできる。ディスクブレーキは前後アクスルに取り付けられており、フルブレーキング時に激しい火花を散らせる。1974年にフォード・F250をベースにボブ・チャンドラーとマリリン・チャンドラーによって作られたのが最初とされる。
日本国内では道路運送車両法などによる制約（公道走行の可能な寸法が大きすぎる、タイヤを剥き出しにしてはいけないなど）から、公道を走行できない。

## モンスタートラックを使用したモータースポーツ

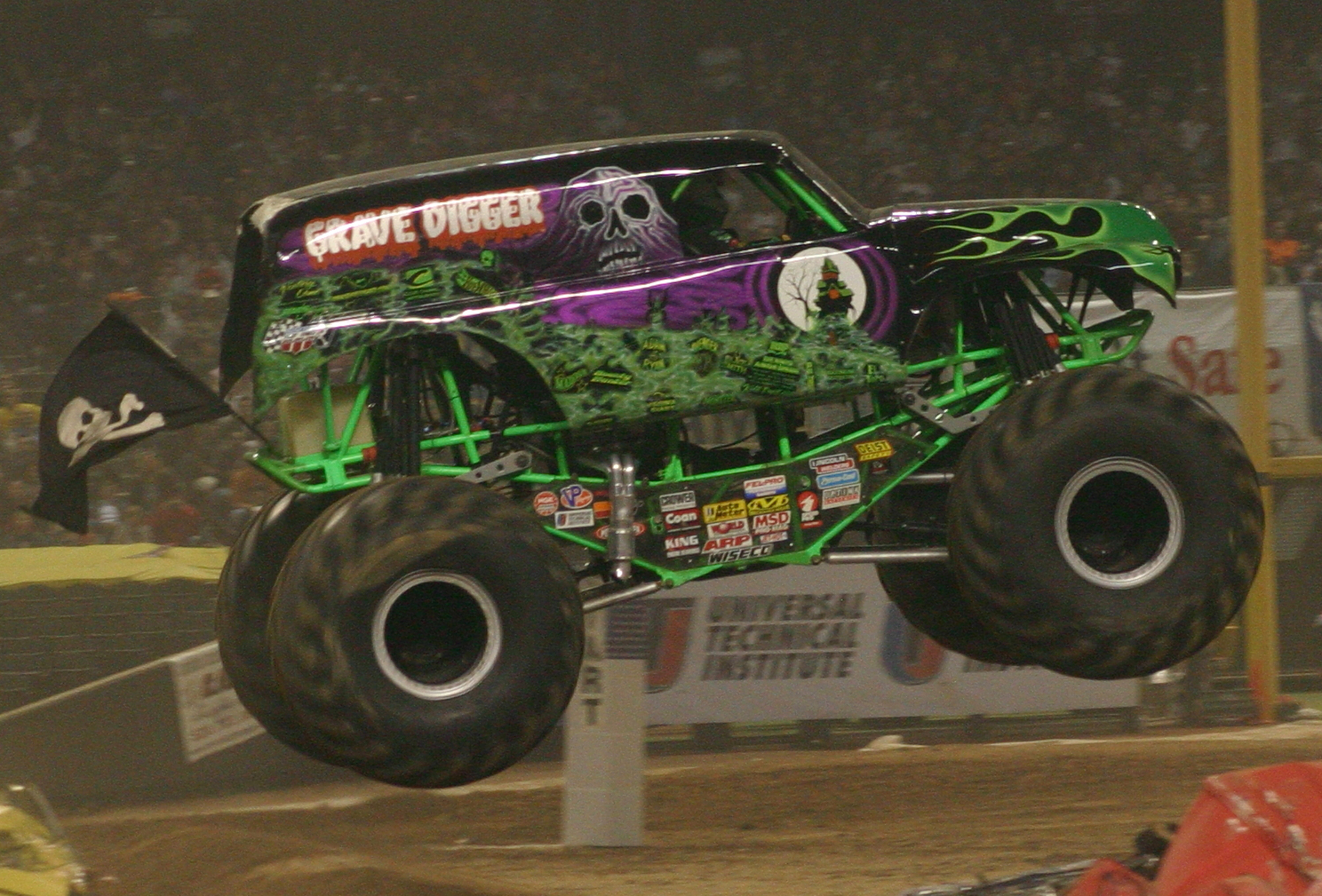
アメリカのモンスタートラック競技において老舗名門チームであるGrave Diggerのマシン。

モンスタートラックイベントは近年ではMonsterJAMの人気が非常に高く、毎週末全米のどこかしらでイベントが開催され、テレビ放映されている。また、1980年代はTNT Motorsports、1996年にはPENDA Racing Seriesなど多くのモンスタートラックイベントが開催されていた。なお、これらのモータースポーツイベントをアメリカではUnited States Hot Rod Association（アメリカホットロッド協会 USHRAが主催している。
モンスタートラック競技において、様々なジャンルが存在するが代表的なものに「フリースタイル」と呼ばれている競技種目がある。このフリースタイルは下記の7項目を審査して得点を競う。
- 競技に与えられた規定時間内の遂行度
- スピードを出来るだけ維持した競技内容
- 障害物（主に地面に置かれた車両）に対する攻撃と破壊
- マウントからジャンプした時の高さや長さ
- トリックを使用したかの有無（ウィリー走行、ドーナツターンなど、使用したトリックの難易度や審美性がボーナス得点として加味される）
- 壮大なクラッシュを引き起こすような状況を作れたかの有無
- その他の「印象的な瞬間」

つまりは「迫力」を追求した形での審査方式であり、高得点を追求するのであればスタート時にウィリーを決めてマウント時までに車体を一定高度に降ろした後、大きくジャンプして不安定なスクラップ自動車を高い高度から落下して踏み潰し、そのまま跳ねながら不安定なグリップのまま車体を横転させるか、あるいは不安定な車体を絶妙なコントロールでドーナツターンを決めるなどを行い、観客を大いに沸かせることなどが勝敗の鍵となる。

## 大衆娯楽的な観点からのモンスタートラック
また、その特徴故に玩具や模型化されることも多く、過去には田宮模型（現・タミヤ）が1987年にクラッドバスターという電動・エンジンRCカーを発売した。RCカー以外ではワイルドミニ四駆、トミカでも発売されていたことがある。
ゲームの分野では、1996年にはマイクロソフト社が『モンスタートラックマッドネス』というゲームシリーズを発売するなど、モンスタートラックを題材にしたゲームも多い。
シリーズ作品ではないが1990年には既にバリエから『モンスタートラック』というレースゲームが発売されている。